# Косково (Ленінградська область)
Косково (рос. Косково) — присілок Бокситогорського району Ленінградської області Росії. Входить до складу Самойловського сільського поселення.
Населення — 0 осіб (2003 рік). 